# Philippe Van Leeuw
 (juin 2024).
Si vous disposez d'ouvrages ou d'articles de référence ou si vous connaissez des sites web de qualité traitant du thème abordé ici, merci de compléter l'article en donnant les références utiles à sa vérifiabilité et en les liant à la section « Notes et références ».
Philippe Van Leeuw (né en 1954 à Bruxelles) est un réalisateur et scénariste belge de cinéma. Il travaille également comme directeur de la photographie. Il vit actuellement à Paris.

## Biographie
Philippe Van Leeuw a étudié l'Image à l'INSAS et ensuite à l'American Film Institute à Los Angeles, où il rencontre Sven Nykvist et Conrad Hall.
De retour en Europe, il a d'abord travaillé comme directeur de la photographie pour des documentaires, des films institutionnels et la publicité. C'est ainsi qu'il a rencontré le réalisateur Bruno Dumont avec lequel il a souvent collaboré et pour lequel il a fait les images de La Vie de Jésus. À partir de là, il s'est entièrement consacré à la fiction, assurant la direction de la photographie pour plusieurs longs métrages dont ceux de Laurent Achard et Les Bureaux de Dieu de Claire Simon. Il est membre de l'AFC (Association Française des Directeurs de la Photographie Cinématographique)
Son premier film Le Jour où Dieu est parti en voyage (The Day God Walked Away-2009) fut primé dans plusieurs festivals majeurs dont le Festival de Saint-Sébastien et le Festival de Toronto. InSyriated (aussi connu sous le titre In Syria) est son deuxième long métrage et Prix du Public à la Berlinale 2017. Le film a été distribué dans plus de 45 pays et a tourné dans tous les festivals majeurs où il a remporté de nombreux prix. Il a également reçu six Magritte du cinéma, dont ceux du Meilleur Film, Meilleur Scénario et Meilleur Réalisateur.

## Filmographie

### Comme directeur de la photographie
- 1996 : La Vie de Jésus de Bruno Dumont
- 1997 : Plus qu'hier, moins que demain de  Laurent Achard
- 1998 : Franck Spadone de Richard Bean
- 2005 : Le Dernier des fous de  Laurent Achard
- 2007 : Les Bureaux de Dieu de Claire Simon
- 2012 : Asfouri de Fouad Alaywan
- 2013 : Stable/Unstable de Mahmoud Hojeij

### Comme réalisateur
- 2009 : Le Jour où Dieu est parti en voyage, réalisateur, scénariste, film produit par Liaison cinématographique (France)
- 2017 : Une famille syrienne (InSyriated), réalisateur, scénariste, film produit par Altitude100 (Belgique) et Liaison cinématographique (France)[1]
- 2023 : The Wall

## Récompenses et distinctions
- Prix Kutxa-New Directors au Festival de Saint-Sébastien 2009 pour Le Jour où Dieu est parti en voyage
- Grand Prix au Bratislava International Film Festival 2009 pour Le Jour où Dieu est parti en voyage
- Prix Découverte au Festival international du film francophone de Namur 2009 pour Le Jour où Dieu est parti en voyage
- 2007 : Lauréat de la Fondation Gan pour le Cinéma pour le film Le Jour où Dieu est parti en voyage[2].
- Festival du film francophone d'Angoulême 2017 : Valois de la mise en scène pour Insyriated